# Кропивна (річка)
Кропи́вна — річка в Україні, в межах Золотоніського району Черкаської області. Ліва притока Золотоношки (басейн Дніпра).

## Опис
Довжина 52 км, площа басейну 324 км2. Похил річки 0,54 м/км. Долина коритоподібна, завширшки до 2 км, завглибшки до 20 м. Заплава подекуди заболочена, завширшки до 200 м. Річище звивисте. Споруджено декілька ставків.

## Розташування
Кропивна бере початок в селі Бойківщина. Тече спершу на південь, далі — на південний захід. Впадає до Золотоношки на північний захід від села Благодатне. 
Основна притока: Суха Згар (права).

## Природно-заповідний фонд
У долині річки розташовано орнітологічний заказник місцевого значення «Стави» та геологічна пам'ятка природи «Городище».

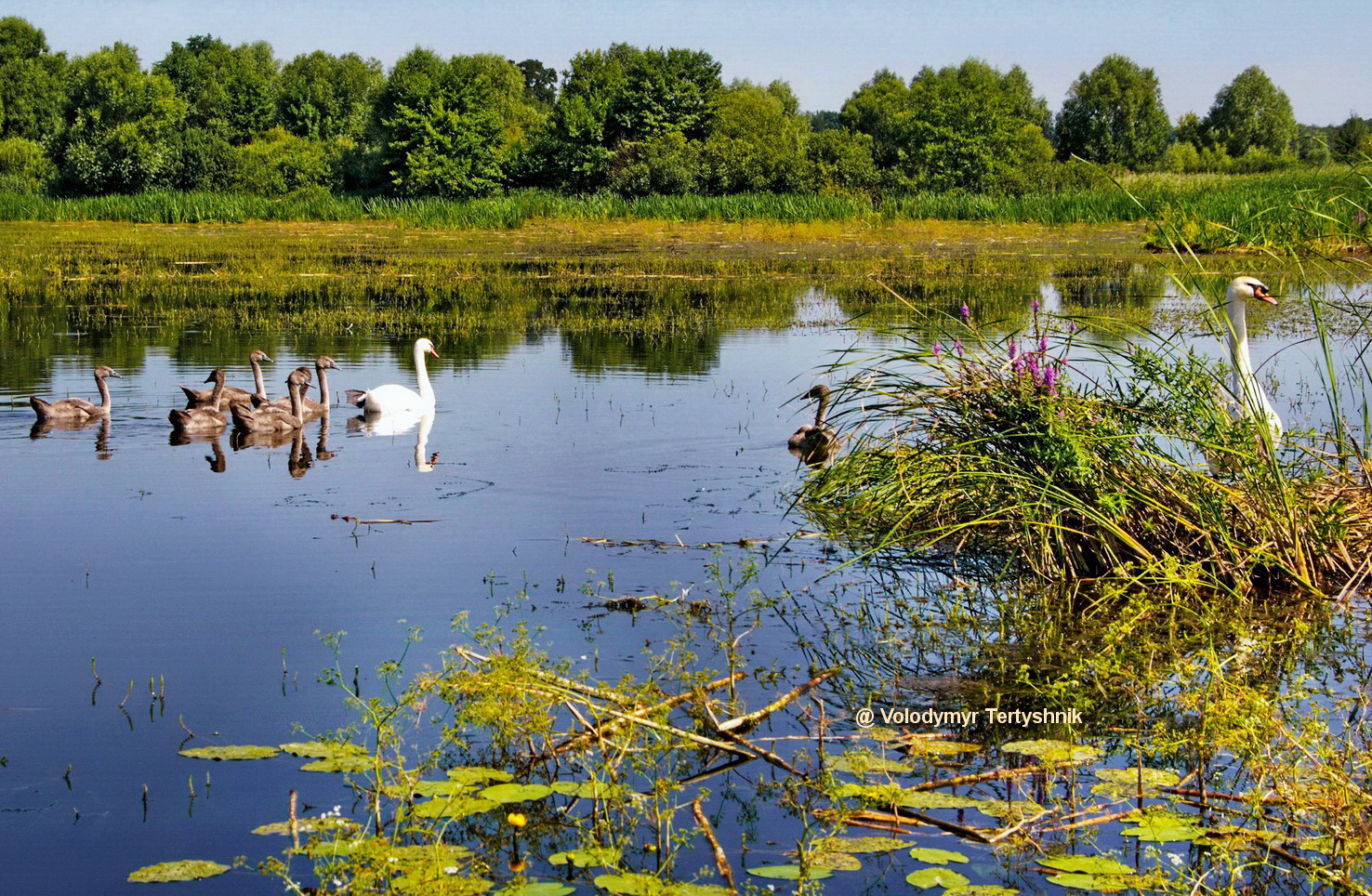
Лебеді-шипуни на Кропивній